# كاميلا غراي
كاميلا كريستينا غوتيريز (Camila Cristina Gutierrez) و تعرف أكثر باسم شهرتها كاميلا غراي (Camila Grey). هي موسيقية ومغنية أمريكية من مواليد 6 يناير 1982.

## روابط خارجية
- كاميلا غراي على موقع IMDb (الإنجليزية)
- كاميلا غراي على موقع ميوزك برينز (الإنجليزية)
- كاميلا غراي على موقع ديسكوغز (الإنجليزية)